# Nagoszewka Pierwsza
Nagoszewka Pierwsza (prononciation : [naɡɔˈʂɛfka ˈpjɛrfʂa]) est un village polonais de la gmina d'Ostrów Mazowiecka dans le powiat d'Ostrów Mazowiecka de la voïvodie de Mazovie dans le centre-est de la Pologne.

## Histoire
De 1975 à 1998, le village appartenait administrativement à la Powiat d'Ostrów dans la voïvodie d'Ostrołęka.